# Mesorregión de Piracicaba
La mesorregión de Piracicaba es una de las quince mesorregiones del estado brasilero de São Paulo. Es formada por la unión de 26 municipios agrupados en tres microrregiones.

## Microrregiones
- Limeira
- Piracicaba
- Río Claro

- Datos: Q2165023